# Associazione Calcio Fiorentina 1944-1945
Questa voce raccoglie le informazioni riguardanti l'Associazione Calcio Fiorentina nelle competizioni ufficiali della stagione 1944-1945.

## Stagione
Dopo l'armistizio l'Italia centrale e settentrionale viene occupata dalle truppe tedesche e il campionato nazionale di calcio viene interrotto. La FIGC della RSI organizzò comunque un campionato di guerra, strutturato su eliminatorie regionali e una successiva fase interzonale, nella stagione 1943-1944, a cui però la Fiorentina non riuscì a partecipare per cause di forza maggiore. In seguito alla liberazione di Firenze e della Toscana, avvenuta nella seconda metà del 1944, il Comitato Regionale Toscano organizzò nella stagione 1944-1945 il Campionato toscano di guerra, che nei piani iniziali avrebbe dovuto mettere in palio tre posti per la fase interregionale per l'assegnazione del titolo di Campione dell'Italia Liberata. Tuttavia nel giugno 1945 la FIGC decise che la fase interregionale del campionato di Divisione Nazionale 1944-1945 non avrebbe più avuto luogo per problemi organizzativi (tra cui l'eccessivo protrarsi della fase regionale), per cui il torneo si arrestò alle eliminatorie regionali.
Il campionato toscano di Divisione Nazionale si disputò dal 2 aprile al 29 luglio 1945 e fu vinto proprio dalla Fiorentina che si impose in finale sulla Pro Livorno.

## Rosa
| N. |                   | Ruolo | Calciatore           |
| -- | ----------------- | ----- | -------------------- |
|    | Italia (bandiera) | P     | Luciano Cantini      |
|    | Italia (bandiera) | D     | Ivo Buzzegoli        |
|    | Italia (bandiera) | D     | Carlo Piccardi       |
|    | Italia (bandiera) | C     | Menotti Avanzolini   |
|    | Italia (bandiera) | C     | Galliano Parigi      |
|    | Italia (bandiera) |       | Ferruccio Valcareggi |
|    | Italia (bandiera) | A     | Romano Penzo         |
|    | Italia (bandiera) | C     | Pasquale Morisco     |

| N. |                   | Ruolo | Calciatore            |
| -- | ----------------- | ----- | --------------------- |
|    | Italia (bandiera) | C     | Muzio Milani          |
|    | Italia (bandiera) | A     | Aldo Biagiotti        |
|    | Italia (bandiera) | A     | Egisto Pandolfini     |
|    | Italia (bandiera) |       | Giovacchino Magherini |
|    | Italia (bandiera) | P     | Ugo Innocenti         |
|    | Italia (bandiera) |       | Roberto Pucci         |
|    | Italia (bandiera) |       | Cinzio Scagliotti     |

## Risultati

### Campionato toscano di guerra

#### Girone B

##### Girone di andata
| Arbitro: | Anichini (Firenze) |

|              |           |  |
| Biliotti 85’ | Marcatori |  |

| Arbitro: | Lucci (Firenze) |

|                                    |           |              |
| Buzzegoli 10’ (rig.) Biagiotti 25’ | Marcatori | 63’ Carassai |

| Arbitro: | Curradi (Firenze) |

|                                                                    |           |  |
| Magherini 15’ Morisco 25’, 48’ Pandolfini 55’ Buzzegoli 65’ (rig.) | Marcatori |  |

##### Girone di ritorno
| Arbitro: | Pera (Firenze) |

|                                                                                   |           |  |
| Morisco 48’, 52’ Pucci 58’ Biagiotti 64’ Valcareggi 72’, 78’ Buzzegoli 88’ (rig.) | Marcatori |  |

| Arbitro: | Catalucci (Firenze) |

|                                  |           |                                                                                 |
| Farano 66’ Rosi 87’ Rigutini 88’ | Marcatori | 2’, 5’ Valcareggi 10’ Magherini 12’ Morisco 36’ (rig.) Buzzegoli 44’ Pandolfini |

| Firenze 20 maggio 1945 6ª giornata | ASSI Firenze | 1 – 4 referto | Fiorentina |  |

#### Fase finale
| Arbitro: | Curradi (Firenze) |

|             |           |               |
| Bongini 27’ | Marcatori | 67’ Magherini |

| Arbitro: | Cartei (Firenze) |

|           |           |               |
| Penzo 24’ | Marcatori | 47’ Michelini |

| Arbitro: | Arietti (Siena) |

|  |           |                |
|  | Marcatori | 49’ Pandolfini |

| Arbitro: | Banti (Pontedera) |

|                                       |           |                                |
| Biagiotti 19’ Buzzegoli 47’ Penzo 51’ | Marcatori | 10’ (rig.) Freschi 70’ Bagnoli |

| Arbitro: | Ciabatti (Pontedera) |

|                               |           |          |
| Pandolfini 1’, 80’ Morisco 2’ | Marcatori | 47’ Stua |

## Statistiche

### Statistiche di squadra
| Competizione                     | Punti | In casa | In casa | In casa | In casa | In casa | In casa | In trasferta | In trasferta | In trasferta | In trasferta | In trasferta | In trasferta | Totale | Totale | Totale | Totale | Totale | Totale | DR  |
| Competizione                     | Punti | G       | V       | N       | P       | Gf      | Gs      | G            | V            | N            | P            | Gf           | Gs           | G      | V      | N      | P      | Gf     | Gs     | DR  |
| -------------------------------- | ----- | ------- | ------- | ------- | ------- | ------- | ------- | ------------ | ------------ | ------------ | ------------ | ------------ | ------------ | ------ | ------ | ------ | ------ | ------ | ------ | --- |
| Campionato toscano - girone B    | 10    | 3       | 3       | 0       | 0       | 14      | 1       | 3            | 2            | 0            | 1            | 10           | 5            | 6      | 5      | 0      | 1      | 24     | 6      | +18 |
| Campionato toscano - fase finale |       | 2       | 1       | 1       | 0       | 4       | 3       | 2            | 1            | 1            | 0            | 2            | 1            | 5      | 3      | 2      | 0      | 9      | 5      | +4  |
| Totale                           |       | 5       | 4       | 1       | 0       | 18      | 4       | 5            | 3            | 1            | 1            | 12           | 6            | 11     | 8      | 2      | 1      | 33     | 11     | +22 |

### Statistiche dei giocatori
| Giocatore     | Campionato toscano | Campionato toscano |
| Giocatore     | Presenze           | Reti               |
| ------------- | ------------------ | ------------------ |
| M. Avanzolini | 10                 | 1                  |
| A. Biagiotti  | 9                  | 3                  |
| I. Buzzegoli  | 10                 | 5                  |
| L. Cantini    | 2                  | -3                 |
| U. Innocenti  | 8                  | -7                 |
| G. Magherini  | 9                  | 4                  |
| M. Milani     | 8                  | 0                  |
| P. Morisco    | 10                 | 6                  |
| E. Pandolfini | 8                  | 4                  |
| G. Parigi     | 10                 | 0                  |
| R. Penzo      | 5                  | 2                  |
| C. Piccardi   | 10                 | 0                  |
| R. Pucci      | 2                  | 1                  |
| C. Scagliotti | 1                  | 0                  |
| F. Valcareggi | 8                  | 4                  |

Nota: Non è stato reperito il tabellino di ASSI Firenze-Fiorentina 1-4, per cui le statistiche sono incomplete. La fonte presenta un'incongruenza: dai tabellini Pandolfini risulta aver segnato 5 reti mentre Avanzolini nessuna rete, ma nella tabella delle presenze e reti Pandolfini risulta aver segnato 4 reti e Avanzolini una.